# Kino Colosseum w Warszawie

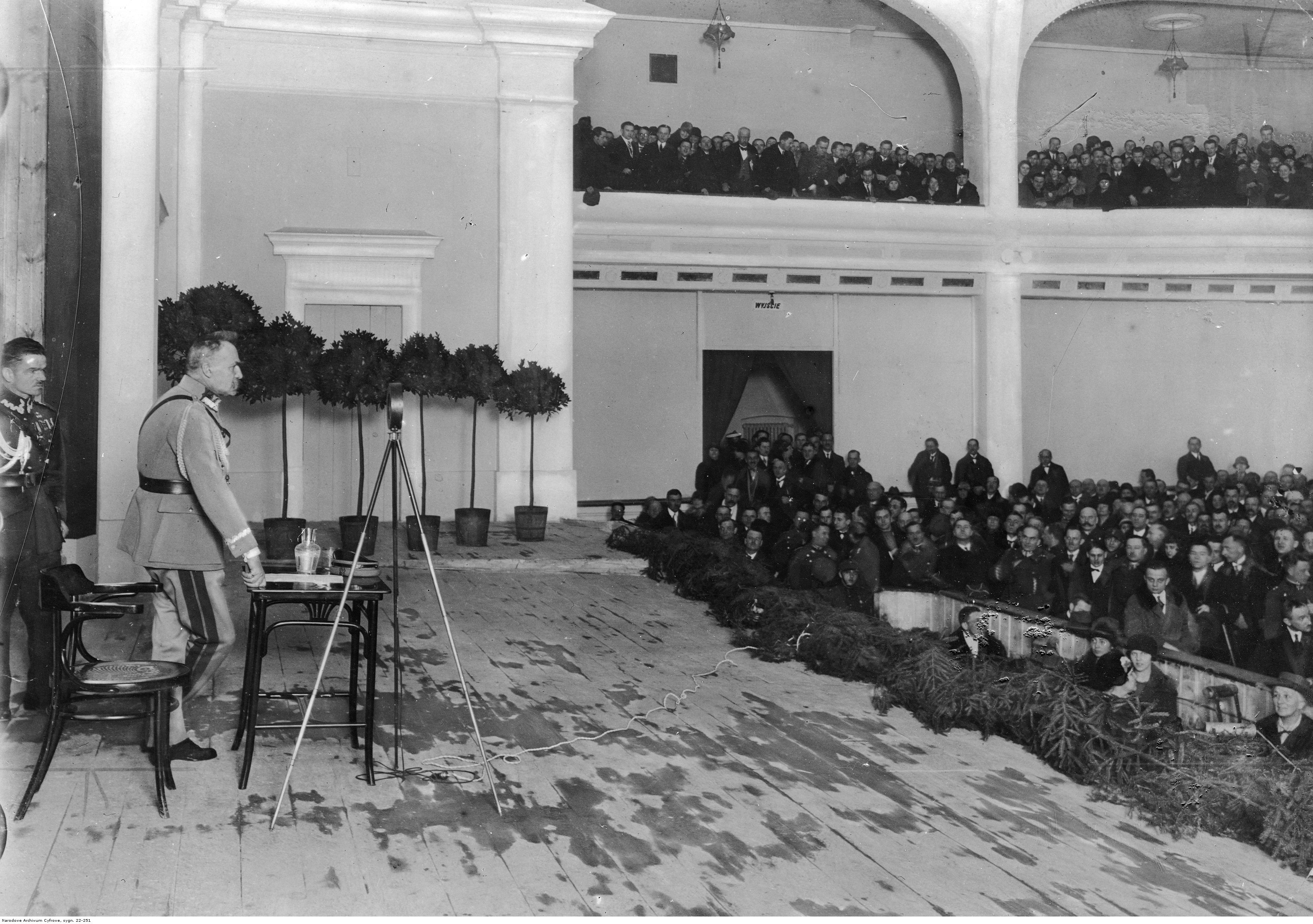
Odczyt marszałka Józefa Piłsudskiego w sali kina Colosseum w 1926 roku

Kino Colosseum w Warszawie – największe kino (kino rewia) w przedwojennej Warszawie otwarte w 1916 roku.

## Opis
Obiekt zaprojektowano na około 2360 osób przy ulicy Nowy Świat 19. Uprzednio mieścił się tam Palais de Glace w Warszawie − pierwsze w Warszawie kryte lodowisko. W bocznej oficynie funkcjonowało kino Małe Colosseum. 
W lipcu 1934 roku kino-rewia Colosseum na ekranie przedstawiała film Otchłań życia, a na scenie była rewia Co się stało na murawie w montażu scenicznym W. Jastrzębca.
W 1939 budynki kina zostały spalone i w 1944 zburzone. 